# Tales from the Elvenpath
Tales from the Elvenpath è la prima raccolta del gruppo musicale finlandese Nightwish, pubblicato nel 2004.

## Tracce
1. Wishmaster
2. Sacrament of Wilderness
3. End of all Hope
4. Bless the Child
5. Sleeping Sun
6. She Is My Sin
7. Walking in the Air
8. Stargazers
9. Over the Hills and Far Away
10. The Kinslayer
11. Dead Boy's Poem
12. Sleepwalker
13. Nightquest
14. Lagoon
15. The Wayfarer